# Studio Davout
Studio Davout též Studios Davout je hudební nahrávací studio v založené v roce 1965 v Paříži. Nachází se na Boulevardu Davout č. 73 ve 20. obvodu. Jeho rozloha je 1200 m2.

## Historie
Studio založil v roce 1965 hudebník Yves Chamberland v bývalém kině Le Davout původně na ploše 360 m2 v prostoru devět metrů pod zemí (studio A). První nahrávka zde vznikla pro francouzský film Muž a žena, následovaly francouzský muzikál Slečinky z Rochefortu (1967) a americký film Případ Thomase Crowna (1968).
Studio bylo vybaveno 35 mm projektorem, který umožňoval nahrávat hudbu podle běžícího filmu, což bylo v té době ve Francii první studio.
Yves Chamberland následně vybudoval studio B pro nahrávání malých skupin a jednotlivců, následovalo studio C pro středně velká tělesa (35 hudebníků) a studio D a studio M sloužilo ke střihu (mixage). Studio D bylo později přeměněno také na nahrávací studio a studio M změněno na nahrávací studio pro syntetickou hudbu.
Yves Chamberland prodal studio roku 1988.

## Hudebníci
Ve studiu během jeho existence nahrávalo mnoho francouzských i zahraničních hudebníků (abecedně): AC/DC, Al Di Meola, Joan Baez, Chet Baker, John Barry, Luciano Berio, Alpha Blondy, Claude Bolling, David Byrne, Vladimir Cosma, The Cure, Dalida, Miles Davis, Duran Duran, Herbie Hancock, Ray Charles, Jean-Michel Jarre, Maurice Jarre, Keith Jarrett, Billy Joel, Rickie Lee Jones, Gene Kelly, John McLaughlin, Yves Montand, I Muvrini, Nico, Ozzy Osbourne, Jean-Luc Ponty, Prince, Red Hot Chili Peppers, Lou Reed, Rihanna, The Rolling Stones, Wayne Shorter, Lalo Schifrin, Talking Heads, U2, Vangelis, Yo-Yo Ma.